# 都安槭
都安槭（学名：Acer yinkunii），为槭树科槭属下的一个植物种。